# Charlotte af Tibell
Charlotte Cecilia af Tibell, född 29 januari 1820 i Maria Magdalena församling i Stockholm, död 16 april 1901 i Kungsholms församling i Stockholm, var en svensk författare.

## Biografi
Tibell var dotter till generallöjtnanten friherre Gustaf Wilhelm af Tibell och Sophia Albertina Cederling, samt halvsyster till Wilhelmina af Tibell. Hon har bland annat skrivit psalmer och gav ut psalmsamlingen Blommor vid vägen till Zion under signaturen C. T., 1852–1867.
Charlotte Tibell var nära vän till Lina Sandell-Berg och Agatha Rosenius och skrev vid den senares död dikten:
Agatha levde ett himmelskt liv,

ej skådat av mänskligt öga,

ett liv i tron benådat.

Men ock tillika det livet rika

av helgad kärlek, som ej vill svika

i döden.

### Psalmer
- En morgon utan synd jag vakna får i Pilgrimsharpan 1862. Finns på Wikisource.
- Glada julafton, härliga klara i Hemlandssånger 1891 och Hell dig, julafton, härliga, klara i Svensk söndagsskolsångbok 1908 Finns på Wikisource.
- Har du börjat i Svensk söndagsskolsångbok 1908 under rubriken "Jesus efterföljelse". Finns på Wikisource.
- Kom, sätt dig neder och hör på sången bearbetat sången O du som ännu i synden drömmer för Ahnfelts sånger